# 薩爾瓦多·豪爾赫·布蘭科
薩爾瓦多·豪爾赫·布蘭科（西班牙語：Salvador Jorge Blanco，1926年7月5日—2010年12月26日），多米尼加革命黨成員，1982年至1986年擔任多明尼加總統。